# Fallout: London
Fallout: London (укр. Фоллаут: Лондон) — масштабна любительська модифікація для гри Fallout 4 від Bethesda Softworks. Дія розгортається у постапокаліптичному Лондоні, який відрізняється від типового для серії місця дії — США.
18-хвилинний трейлер з демонстрацією ігрового процесу мода був випущений 18 травня 2022 року. Випуск було заплановано на 2023 рік, проте остаточно гру оприлюднили 25 липня 2024 .

## Сюжет
Fallout: London розгортається у 2237 році, між подіями Fallout і Fallout 2. Історія починається після проникнення в лабораторію, звідки гравець повинен втекти на поверхню. Протягом розгортання сюжету з'являться кілька нових фракцій, які змагатимуться за контроль над Лондоном. Джентрі - лондонські правителі, що базуються у Вестмінстері, нащадки довоєнного уряду Сполученого Королівства. Томмі - ополчення, що підтримується джентрі і має самопроголошену цінність захисту Лондона. 5-а колона - псевдофашистська воєнізована організація, яка прагне боротися проти дворянства, створюючи авторитарну державу на чолі з їхнім лідером Євою Варні як верховним лідером. Рух «Камелот» - це організація, натхненна середньовіччям, яка бореться за звільнення Лондона від правління дворянства і заміну його на республіку. Дві конкуруючі банди, Синдикат Собачого острова та Волоцюги, борються за територію. Нарешті, Ангел - таємна організація, здатна створювати людиноподібних блідих клонів. Взаємодія гравця з цими фракціями визначає хід гри і, зрештою, її результат. Гравцеві надається вибір між Ангелом, 5-ою колоною або Камелотом.
Окрім взаємодії з цими фракціями, гравець буде взаємодіяти з іншими персонажами гри, які надають квести, що можуть вплинути, а можуть і не вплинути на кінцевий результат. Гравці також взаємодіятимуть з новим видом, відомим як Темзфолк, які виглядають зеленими і дещо схожими на риб, еволюціонувавши під впливом екстремальної радіації, знайденої в річці Темза. Ці взаємодії приведуть гравців до відомих лондонських локацій, серед яких Букінгемський палац, Даунінг-стріт, Лондонське око та Вестмінстерське абатство.

## Розробка
Відеогра перебуває в розробці з 2019 року. Вона матиме основну карту приблизно такого ж розміру, як і Fallout 4, з п'ятьма меншими районами-хабами, які разом будуть приблизно такого ж розміру, як і доповнення Fallout 4: Far Harbor.